# E-commerce na Índia
A Índia tem uma base de usuários da Internet de cerca de 636,77 milhões em maio de 2020, cerca de 40% da população. Apesar de ser a segunda maior base de usuários do mundo, atrás apenas da China (650 milhões, 48% da população), a penetração do e-commerce é baixa se comparada a mercados como Estados Unidos (266 milhões, 84%) ou França (54M, 81%), mas está crescendo, adicionando cerca de 6 milhões de novos participantes todos os meses. O consenso da indústria é que o crescimento está em um ponto de inflexão.
Na Índia, o pagamento na entrega é o método de pagamento preferido, acumulando 75% das atividades de varejo eletrônico. A demanda por produtos de consumo internacional (incluindo itens de cauda longa) está crescendo mais rapidamente do que o de produtos locais de comércio eletrônico. A estratégia de negócios de cauda longa permite que as empresas obtenham lucros significativos vendendo pequenos volumes de itens difíceis de encontrar para muitos clientes, em vez de vender apenas grandes volumes de um número reduzido de itens populares. O termo foi cunhado pela primeira vez em 2004 por Chris Anderson.
Em 2017, as maiores empresas de comércio eletrônico da Índia foram Flipkart, Snapdeal e Amazon. Em 2018, a Amazon venceu a Flipkart e foi registrada como o maior comércio eletrônico da Índia em termos de receita. Em 2020, a Flipkart superou fortemente a Amazon em quase dois para um nas vendas durante a temporada festiva de varejo.

## Infraestrutura
Existem muitas empresas de hospedagem trabalhando na Índia, algumas das quais oferecem SaaS para hospedagem de lojas na web. A Índia tem sua própria versão da Cyber Monday, conhecida como Great Online Shopping Festival, que começou em dezembro de 2012, quando o Google India fez parceria com empresas de comércio eletrônico. "Cyber Monday" é um termo cunhado nos EUA para a segunda-feira após a Black Friday, que é a sexta-feira após o Dia de Ação de Graças.
No início de junho de 2013, a Amazon lançou seu mercado Amazon Índia sem nenhuma campanha de marketing. Em julho de 2014, a Amazon havia dito que investiria US$ 2 bilhões na Índia para expandir o negócio, depois que seu maior rival indiano, a Flipkart, anunciou US$ 1 bilhão em financiamento. Em junho de 2016, a Amazon concordou em investir mais US$ 3 bilhões para pressionar ainda os rivais Flipkart e Snapdeal enfrenta forte concorrência com startups indianas. Uma grande proporção do tráfego para sites de comércio eletrônico é impulsionada por sites de cupons.

## Financiamento
Exemplos de empresas de capital de risco que investiram em empresas de comércio eletrônico na Índia são os seguintes: Flipkart.com levantou cerca de US$ 2,3 bilhões.
Em julho de 2020, Purplle levantou US$ 30 milhões do Goldman Sachs e outros.
Em janeiro de 2021, a B2B Udaan levantou US$ 280 milhões de novos investidores Moonstone Capital Partners e Octahedron Capital, além dos investidores existentes Lightspeed Venture Partners, DST Global, GGV Capital, Altimeter Capital e Tencent Holdings.

## Varejistas de nicho
A disseminação do comércio eletrônico levou ao surgimento de vários players de nicho que especializam seus produtos em torno de um tema específico. Cerca de 1.06.086 sites foram registrados diariamente e mais de 25% são para empresas de nicho.
Durante 2014, a Royal Enfield vendeu 200 motos de séries especiais online.
O vestuário on-line é uma das verticais mais populares, que, juntamente com computadores e eletrônicos de consumo, representam 42% do total de vendas de comércio eletrônico no varejo. Marcas de merchandising on-line de nicho, como Headbanger's Merch, Redwolf e No Nasties, fazem parceria e até ajudam a sustentar músicos independentes. Algumas marcas estabelecidas, como a Arvind, agora estão criando linhas de roupas apenas para os mercados de comércio eletrônico. Alguns dos maiores varejistas online, como a VoxPop Clothing, garantiram várias rodadas de financiamento, a última rodada arrecadando US$ 1 milhão da Blume Ventures em 2014.
À medida que esses nichos de negócios se tornam populares, eles estão lentamente sendo adquiridos pelos grandes players. A BabyOye foi adquirida pela Mahindra Retail, parte do Mahindra Group de $ 17 bilhões. A Ekstop foi adquirida pelo Grupo Godrej para complementar sua rede off-line de lojas Nature's Basket.

## Fusões e aquisições
De acordo com um relatório de Grant Thronton, até US$ 2,1 bilhões em fusões e aquisições foram assinados em 2017 na crescente indústria indiana de comércio eletrônico. Aqui está a lista de Fusões e Aquisições que aconteceram na Índia durante um período de tempo:
| Data            | Fusão/Aquisição | Empresas Envolvidas                             | Custo           | refs          |
| --------------- | --------------- | ----------------------------------------------- | --------------- | ------------- |
| maio de 2014    | Aquisição       | Flipkart adquire a Myntra                       | US$ 300 milhões |               |
| março de 2015   | Aquisição       | Snapdeal adquire a Unicommerce                  | Não divulgado   | [ 25 ] [ 26 ] |
| abril de 2015   | Aquisição       | Snapdeal adquire FreeCharge                     | US$ 400 milhões | [ 27 ]        |
| abril de 2016   | Aquisição       | Flipkart adquire PhonePe                        | Não divulgado   | [ 28 ] [ 29 ] |
| junho de 2016   | Aquisição       | Myntra (propriedade da Flipkart) adquire Jabong | US$ 70 milhões  | [ 30 ]        |
| julho de 2017   | Aquisição       | Axis Bank adquire FreeCharge                    | US$ 60 milhões  | [ 31 ]        |
| maio de 2018    | Aquisição       | Walmart adquire Flipkart                        | US$ 16 bilhões  | [ 32 ]        |
| Janeiro de 2020 | Aquisição       | Zomato adquire Uber Eats                        | US$ 350 milhões | [ 33 ]        |

## Regulamento
De acordo com a lei local, as empresas estrangeiras devem servir apenas como mercados entre fornecedores e seus clientes e estão proibidas de manter estoques no país. De acordo com os novos regulamentos em vigor em 1º de fevereiro de 2019, as empresas estrangeiras serão proibidas de vender quaisquer produtos de fornecedores que controlem ou tenham participação acionária, e é proibido entrar em acordos de exclusividade entre fornecedores e sites. 
Este regulamento é visto como um contra-ataque à influência da Amazon e do Walmart no mercado, que deu aos comerciantes menores uma desvantagem no mercado.